# Jan Malik (szopkarz)
Jan Malik (ur. 12 sierpnia 1920 w Krakowie, zm. 12 listopada 1983 tamże) – szopkarz krakowski, z zawodu inspektor TOZ. 

## Życiorys
W Konkursie szopek krakowskich brał udział w latach 1962–1993. Jest sześciokrotnym laureatem I nagrody w konkursie (lata 1970, 1971, 1972, 1973, 1974, 1975). W innych latach zdobył kilka nagród II i III. Specjalizował się w szopkach dużych. Jego prace znajdują się w kolekcji Muzeum Historycznego Miasta Krakowa i były prezentowane na wielu wystawach w kraju i za granicą.
Pochowany na cmentarzu Rakowickim.
Jan Malik nie jest spokrewniony ze znaną rodziną szopkarską z Krakowa noszącą to samo nazwisko.